# 大胡道
大胡道（おおごみち）は、上野国勢多郡の渡良瀬川沿いの深沢から、赤城山南麓の大胡を経て、那波郡の利根川沿いの柴・五料までを結ぶ街道である。日光裏街道とも呼ばれる。

## 概要
上野国中東部の勢多郡と南部の那波郡を結ぶ街道で、日光に至る細尾道（足尾道）・足尾銅山街道と合わせて日光裏街道と呼ばれ、赤城山南麓の村々の生産物の輸送路・日光参詣路として用いられた。
道筋は現在の群馬県道333号上神梅大胡線・国道353号・群馬県道40号藤岡大胡線・群馬県道104号駒形柴町線に相当する。足尾銅山街道の深沢（大間々町上神梅）から、板橋（桐生市新里町板橋）、室沢（前橋市粕川町室沢）、大胡、駒形、利根川左岸の柴宿（伊勢崎市柴町）で日光例幣使街道に合流して、利根川の五料渡を経て、利根川右岸の五料宿・五料河岸（玉村町五料）に至る。
大胡道の通過自治体は平成の合併前までは山田郡大間々町、勢多郡新里村・粕川村・宮城村・大胡町、前橋市・伊勢崎市、佐波郡玉村町の2市3郡3町3村であった。平成の合併後の街道の通過自治体は、みどり市・桐生市・前橋市・伊勢崎市、佐波郡玉村町の4市1郡1町である。